# يو إف سي ليلة القتال: هولوهان ضد سمولكا
يو إف سي ليلة القتال: هولوهان ضد سمولكا (بالإنجليزية: UFC Fight Night: Holohan vs. Smolka)‏ هو حدث لفنون القتال المختلطة نظمته يو إف سي، أُقيم في 24 أكتوبر 2015، على 3 أرينا في دبلن، أيرلندا.